# 12 Apostles (platenlabel)
12 Apostles is een onafhankelijk platenlabel dat in 2000 werd opgericht door Benedict Davies & Sean Hocking. Het soort muziek dat ze uitgeven is indierock en ze zijn zowel gevestigd in Londen als in het Amerikaanse Brooklyn.
Het label werd gecreëerd als een antigif voor de meer en meer verzamelde toenadering van onafhankelijke platenlabels voor dansmuziek over de hele wereld en is geïnspireerd door het Britse danscollectief The KLF en genrevrije platenlabels uit eind 1970, zoals Small Wonder Records, Mute Records en Factory Records.
12 Apostles is gespecialiseerd in het uitgeven van platen op lp-formaat (12 inch) die gedistribueerd worden door Cargo International in het Verenigd Koninkrijk. Uitgiften zijn mogelijk via Rough Trade Records (Londen), "Other Music" (New York), "Halcyon Records" (Brooklyn) en "Red Eye Records" (Sydney).

## Artiesten
De volgende artiesten zijn aangesloten bij 12 Apostles:
- DJ Foundation
- Dsico
- Girl Talk
- Hamster Dragster
- Oh Astro
- ROC
- Ollo
- The Mavs